# Villanueva de Guadamejud
Villanueva de Guadamejud község Spanyolországban, Cuenca tartományban.  Lakosainak száma 53 fő (2024).

## Népesség
A település népessége az utóbbi években az alábbiak szerint változott:
| Lakosok száma | 124  | 112  | 100  | 115  | 108  | 82   | 75   | 13   | 67   | 53   |
|               | 2001 | 2004 | 2006 | 2009 | 2011 | 2014 | 2016 | 2019 | 2021 | 2024 |